# スタンクリーク郡
スタンクリーク郡（英語: Stann Creek District）は、ベリーズに6つある郡のうちの一つである。郡都はダンリガ。

## 隣接郡
- トレド郡
- カヨ郡
- ベリーズ郡

## 主な町・村
- ダンリガ
- インディペンデンス・アンド・マンゴ・クリーク（英語版）